# Daniel Wirth-Sand
Daniel Wirth-Sand (* 7. Dezember 1815 in Güttingen; † 3. Oktober 1901 in St. Gallen) war ein Schweizer Unternehmer, Eisenbahnpionier und Politiker. Er gehörte zu den führenden Wirtschaftspersönlichkeiten des 19. Jahrhunderts und war ein bedeutender Förderer der schweizerischen Eisenbahninfrastruktur sowie des St. Galler Wirtschafts- und Bankenplatzes.

## Herkunft und Bildung
Daniel Wirth-Sand wurde in Güttingen im Kanton Thurgau als Sohn des reformierten Pfarrers und Dekans Johann Georg Wirth und der Susanna Barbara Steinmann geboren. Um den vier Söhnen eine gründliche Schulbildung zu ermöglichen, zog die Familie 1823 in die Stadt St. Gallen, wo der Vater die Stelle als Latein- und Griechischlehrer sowie Rektor der reorganisierten Knabenschule annahm. Nach dem Besuch des Gymnasiums in St. Gallen absolvierte Wirth von 1832 bis 1837 eine kaufmännische Lehre in Livorno bei seinem späteren Schwiegervater Peter Fehr, einem angesehenen Kaufmann.

## Berufliche Laufbahn
Nach Abschluss seiner Lehre war Wirth-Sand zwischen 1837 und 1848 als Kaufmann in Italien und der Türkei tätig. Diese Zeit prägte ihn nachhaltig, sowohl in geschäftlicher als auch in kultureller Hinsicht. Nach seiner Rückkehr in die Schweiz trat er 1849 als Teilhaber in die Firma Gebrüder Gonzenbach in St. Gallen ein, einem renommierten Handelsunternehmen, das im Textilsektor und anderen Bereichen tätig war.

## Politisches Engagement
Wirth-Sand begann seine politische Karriere 1851 als Gemeinderat von St. Gallen und stieg bald in höhere Ämter auf. Von 1851 bis 1859 präsidierte er das Bezirksgericht St. Gallen. Im Kanton St. Gallen wirkte er während über vierzig Jahren als Kantonsrat (1853–1900, 1869 Präsident). Zudem war er 1859–1860, 1861 sowie 1889–1890 Verfassungsrat. Auf nationaler Ebene war er 1864–1865 sowie 1867–1869 Ständerat und 1869–1878 Nationalrat, wobei er 1872/73 das Amt des Nationalratspräsidenten innehatte. Ursprünglich ein Anhänger der Radikalen, näherte er sich später der gemässigt-liberalen Gruppe um Arnold Otto Aepli an.

## Leistungen im Eisenbahnwesen
Wirth-Sand war eine treibende Kraft beim Ausbau der Schweizer Eisenbahninfrastruktur. Ab 1852 sass er im Verwaltungsrat der St. Gallisch-Appenzellischen Eisenbahngesellschaft, wo er sich um die Finanzierung der St. Galler Bahnprojekte kümmerte. 1856 spielte er eine zentrale Rolle bei den Fusionsverhandlungen, die 1857 zur Gründung der Vereinigten Schweizerbahnen (VSB) führten. Bereits in diesen Jahren zeigte sich die Konkurrenz zur Nordostbahn-Gesellschaft, die den «Wettlauf an den Bodensee» mit der Erschliessung Romanshorns für sich entschied und die sich nicht in die Fusionspläne von Wirth-Sand einspannen liess.
Von 1857 bis 1875 und erneut von 1885 bis 1901 war Wirth-Sand Verwaltungsratspräsident der VSB, von 1861 bis 1896 zudem deren Generaldirektor. Unter seiner Leitung entwickelte sich die VSB zu einer Schlüsselorganisation des Ostschweizer Verkehrs. Sein prioritäres Ziel galt einer Ostalpenbahn, die über den Lukmanier- oder Splügenpass die Alpennordseite mit Italien verbinden sollte. Dieses Vorhaben scheiterte jedoch trotz guter Ausgangslage an geopolitischen und finanziellen Hürden. 1887–1890 war er Verwaltungsratspräsident der Appenzeller-Strassenbahngesellschaft.
Seine Arbeit bereitete den Weg für die Verstaatlichung der VSB, die schliesslich 1902 in die Schweizerischen Bundesbahnen (SBB) überging. Auch dieses Projekt zeugt von seiner Weitsicht und seinem Engagement für eine moderne Verkehrsinfrastruktur.

## Engagement im Finanzsektor
Neben seinen Verdiensten im Eisenbahnwesen spielte Wirth-Sand eine zentrale Rolle im Aufbau des Bank- und Versicherungswesens in der Ostschweiz. Er war Mitgründer der St. Gallischen Creditanstalt (1854), der Helvetia-Versicherung (1858) und der Handelsgesellschaft St. Gallen (1862) sowie Mitgründer der St. Galler Kantonalbank (1868). Diese Institutionen trugen wesentlich zur wirtschaftlichen Entwicklung der Region bei und sicherten deren internationale Wettbewerbsfähigkeit.

## Gesellschaftliches Wirken
Wirth-Sand engagierte sich auch in kirchlichen und sozialen Bereichen. Von 1874 bis 1901 war er Mitglied der evangelischen Synode, deren Vorsitz er 1874/75 innehatte. Zudem war er ein Förderer von Bildungsinitiativen und sozialen Einrichtungen in der Ostschweiz.

## Privates Leben
Daniel Wirth-Sand war zweimal verheiratet. 1843 ehelichte er Anna Fehr, die Tochter seines Lehrmeisters in Livorno, die jedoch früh verstarb. In zweiter Ehe heiratete er 1849 Elise Sand, die Tochter eines einflussreichen Kaufmanns aus St. Gallen. Aus beiden Ehen gingen insgesamt sechs Kinder hervor.
Seine Familie beschrieb ihn als einen streng, aber gerecht agierenden Patriarchen, der grossen Wert auf Bildung und moralische Integrität legte.